# بورت ويليامز (نوفا سكوشا)
بورت ويليامز (بالإنجليزية: Port Williams, Nova Scotia)‏ هي مستوطنة تقع في كندا في نوفا سكوشا. يقدر عدد سكانها بـ 1,050 نسمة .

## معرض صور

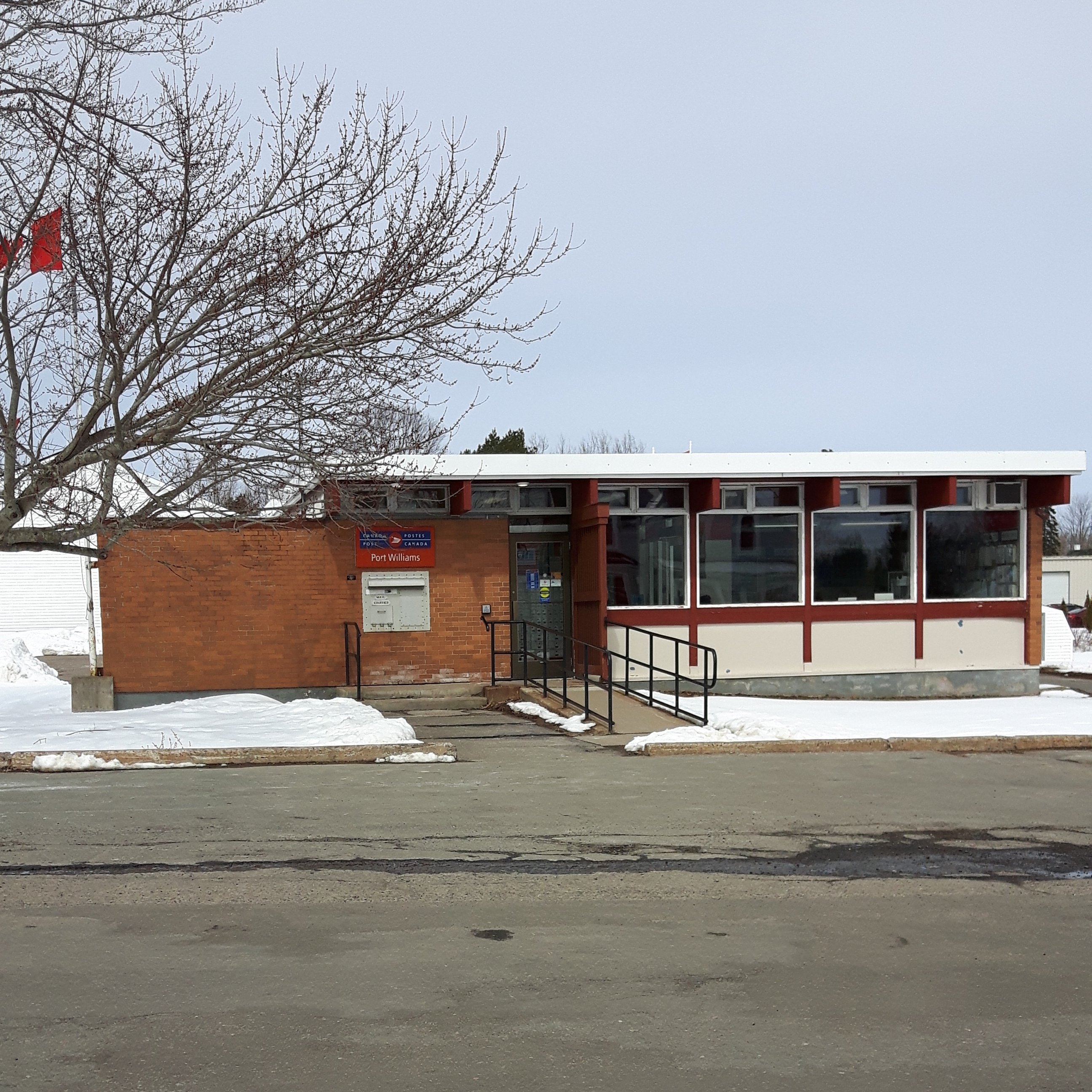
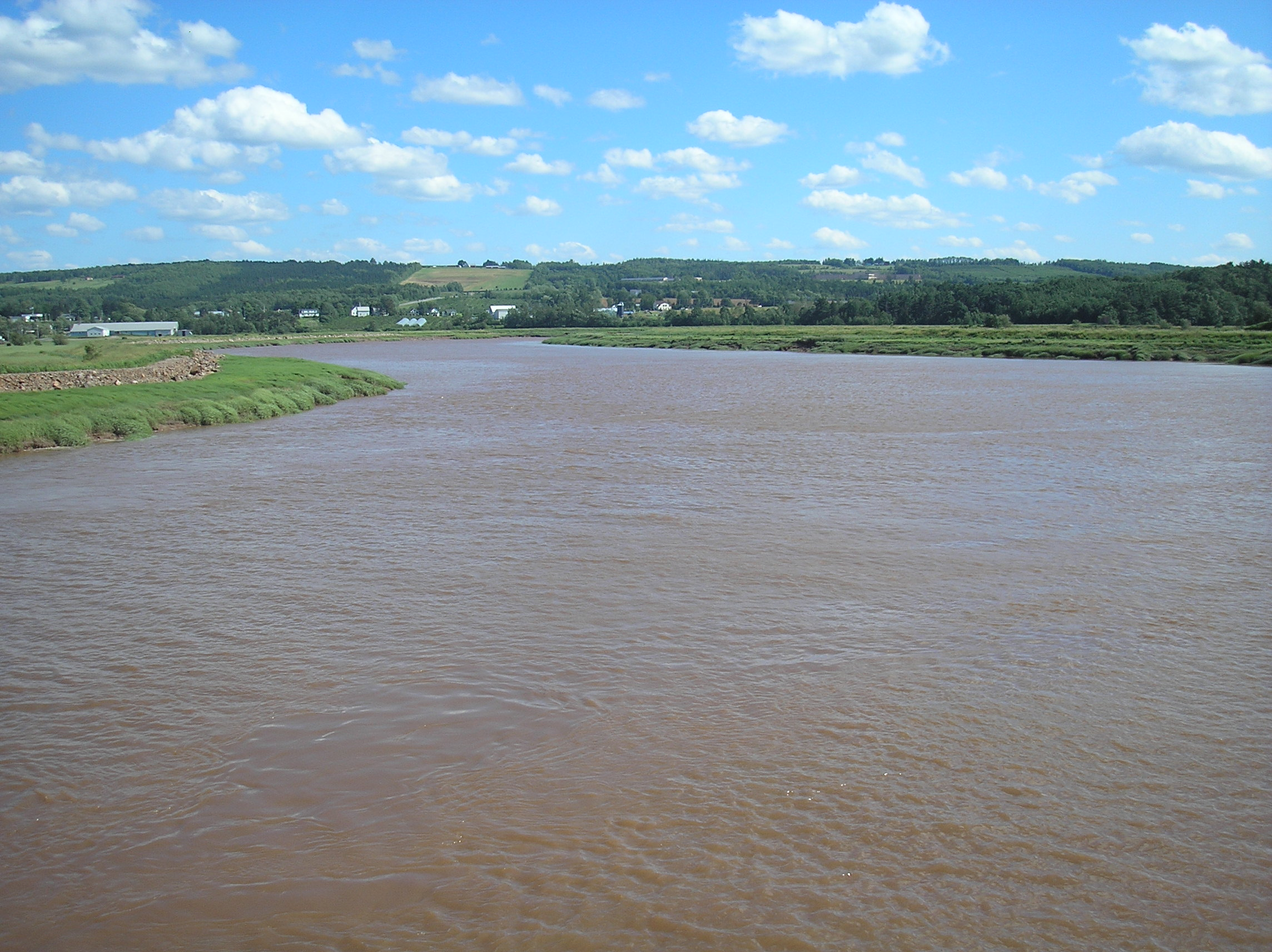
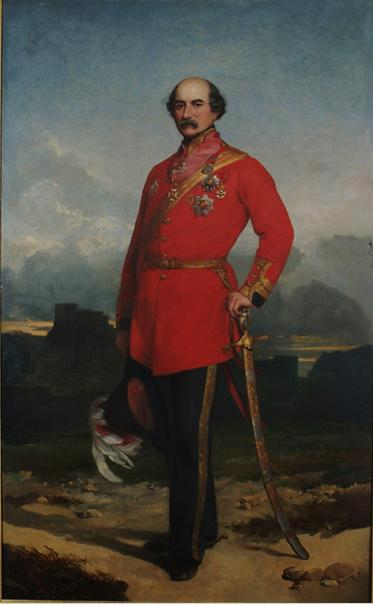
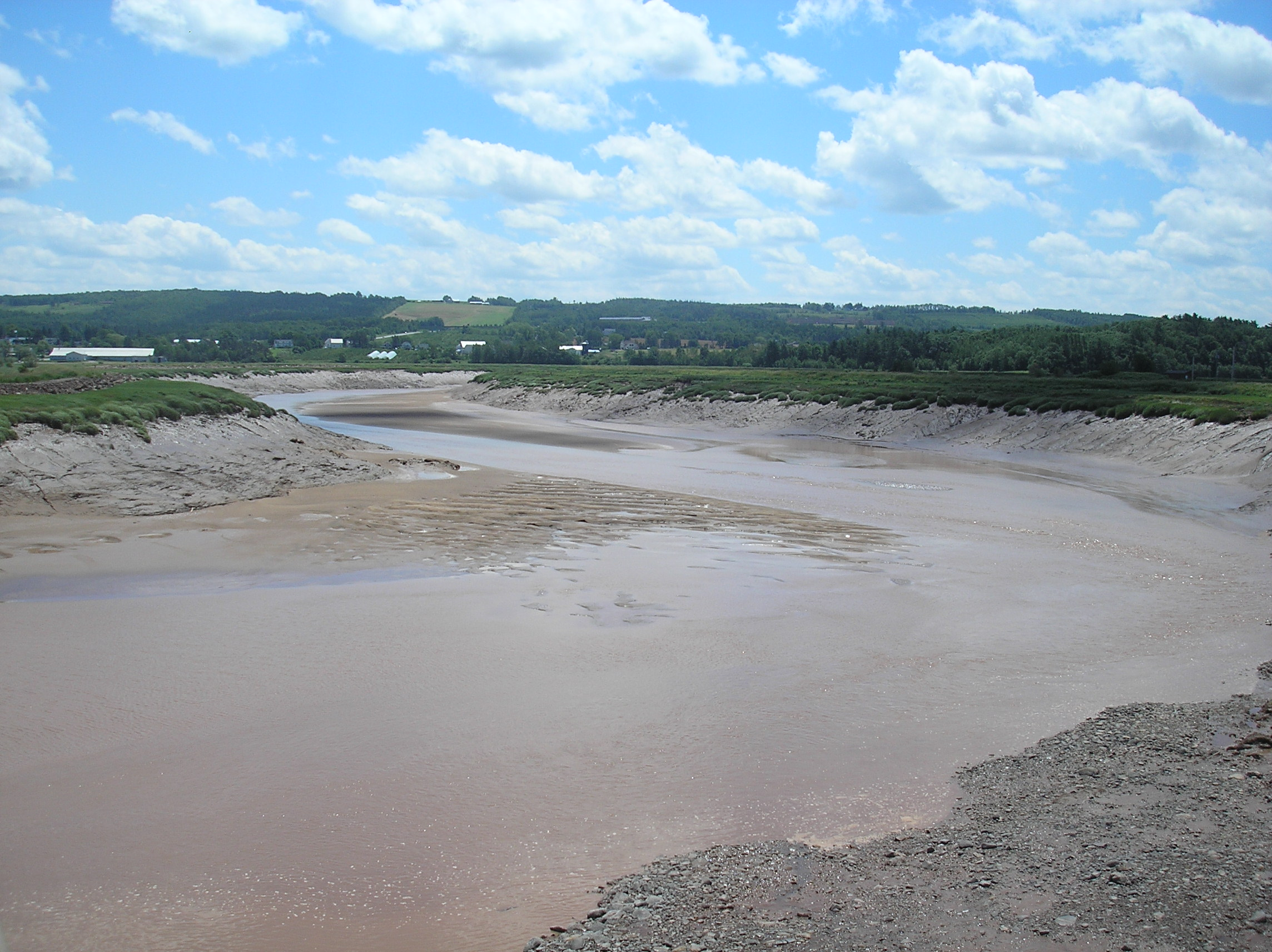